# Patricia Kaas
Patricia Kaas (født 5. december 1966 i Forbach, Lorraine) er en fransk sanger. Hun indledte sin musikalske karriere allerede som 13-årig. I 1985 blev hun opdaget af den franske skuespiller Gerard Depardieu, der producerede hendes første single. Tre år efter kom det første album, Scéne de vie, der opnåede en andenplads på de franske hitlister. Det blev begyndelsen på en lang række succesrige albummer, det seneste med et nyt album Kabaret, som udkommer i februar måned 2009. Patricia Kaas har solgt over 16 million eksemplarer verden over.[kilde mangler].

## Kabaret (2009-)
Patricia Kaas udgav i 2009, efter fire års pause, et nyt album, Kabaret, der er en hyldest til sangerinder fra 1930'erne som f.eks. Marlene Dietrich, Greta Garbo, Anaïs Nin, Suzie Solidor, Coco Chanel og Tamara de Lempicka. Albummet, som Patricia Kaas selv har produceret, er indspillet i studier i Frankrig, England og Tyskland.

## Eurovisionens Melodi Grand Prix
Patricia Kaas repræsenterede Frankrig i Eurovision Song Contest 2009 i Moskva, hvor hun blev nummer 8.

## Diskografi (album)
- 1988 : Mademoiselle chante...
- 1990 : Scène de vie
- 1991 : Carnets de scène 1
- 1993 : Je te dis vous
- 1995 : Tour de charme 1
- 1997 : Dans ma chair
- 1997 : Black Coffee
- 1998 : Rendez-vous 1
- 1999 : Le Mot de passe
- 1999 : Christmas in Vienna VI (med Plácido Domingo og Alejandro Fernández)
- 2000 : Long Box (indeholder album Scène de vie, Je te dis vous, Dans ma chair og Le mot de passe)
- 2000 : Ce sera nous 1
- 2001 : Les indispensables de Patricia Kaas 1
- 2001 : Rien ne s'arrête/Best Of 1987–2001 ²
- 2002 : Piano Bar (album)
- 2003 : Sexe fort
- 2005 : Toute la musique... 1
- 2007 : Ma Liberté contre la tienne ²
- 2009 : Kabaret
- 2011 : Patricia Kaas Live 1
- 2012 : Kaas chante Piaf

1 Livealbum

² Opsamling

### Live DVD
- 1998 : Rendez-vous
- 2000 : Ce sera nous
- 2004 : Carnets de scène
- 2004 : Tour de charme
- 2005 : Toute la musique…